# Oscar Christian Gundersen
Oscar Christian Gundersen, född 17 mars 1908, död 21 februari 1991, var en norsk jurist och politiker.
Oscar Christian Gundersen var rådman i Trondheim från 1939, var direktör vid norska statens assuranskontor (trygdekontor) i London 1942–1945 och blev 5 november 1945 minister för justitie- och politiedepartementet i Einar Gerhardsens socialdemokratiska regering.